# Ольховое (Башкортостан)
Ольхо́вое (баш. Ольховое) — село в Уфимском районе Башкортостана, административный центр Ольховского сельсовета. Согласно переписи 2020 года население составляло 1147 человек.

## Географическое положение
Расстояние до:
- районного центра (Уфа): 35 км,
- ближайшей ж/д станции (24 км): 1 км.

## История
До 1998 года село входило в состав Булгаковского сельсовета.
До 10 сентября 2007 года называлось Селом Центральной усадьбы конезавода № 119.

## Население
| 2002 | 2009 | 2010 |
| ---- | ---- | ---- |
| 790  | ↗908 | ↘889 |

## Конезавод

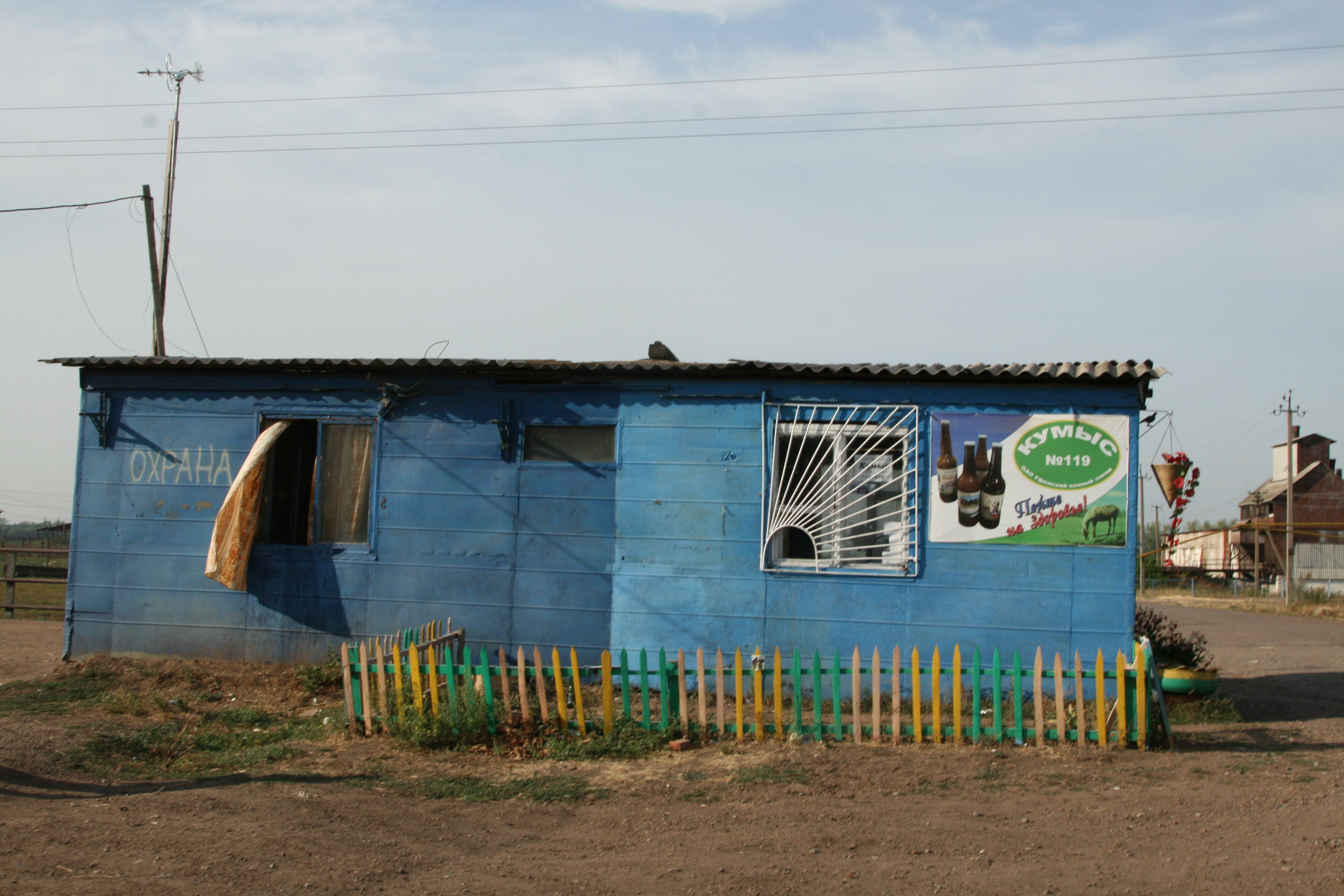
Продажа кумыса от конезавода № 119

Основан в 1936 году на базе бывшего табак-совхоза. Первое комплектование племенным составом (лошадьми русской рысистой породы) было произведено из Еланского конного завода № 31 Саратовской области. Одним из первых руководителей хозяйства был А. И. Шульман — эрудированный специалист в коннозаводстве. В заводе велась работа с линиями Гильдейца, Заморского Чуда, Подарка и Талантливого. Гордость Уфимского конного завода — всесоюзные рекордистки кобылы Галатея 2.02,5 и Газетка 2.04,2, всесоюзные дербисты — жеребцы Гелиотроп 2.04,2 и Перезвон 2.09,4 сек.
В 1964 году завод возглавил талантливый зоотехник А. А. Моршенников. За период его работы была осуществлена специализация хозяйства на разведение рысаков русской рысистой породы с прилитием крови стандартбредного американского рысака. Была расширена кумысная ферма, поголовье которой составило 300 голов. В этот период завод стал играть заметную роль в выращивании рысаков, которые систематически участвовали в традиционных и международных призах. Среди них выдающиеся рекордисты и чемпионы ВДНХ СССР — жеребцы Лель 2.02,9 и Гиалит 2.00, кобыла Гладкая 2.00,9 и другие. С 1954 по 2006 годы в Уфимском конном заводе № 119 получено 59 рысаков класса 2.05,0 и резвее. Племенную работу с башкирской породой лошадей успешно курирует БНИИСХ. Лабораторию продуктивного коневодства возглавляет кандидат сельскохозяйственных наук Виктор Степанович Мурсалимов.
В настоящее время маточное поголовье кумысной фермы насчитывает более 300 голов.

## Религия
В селе есть мечеть.